# Granusturm

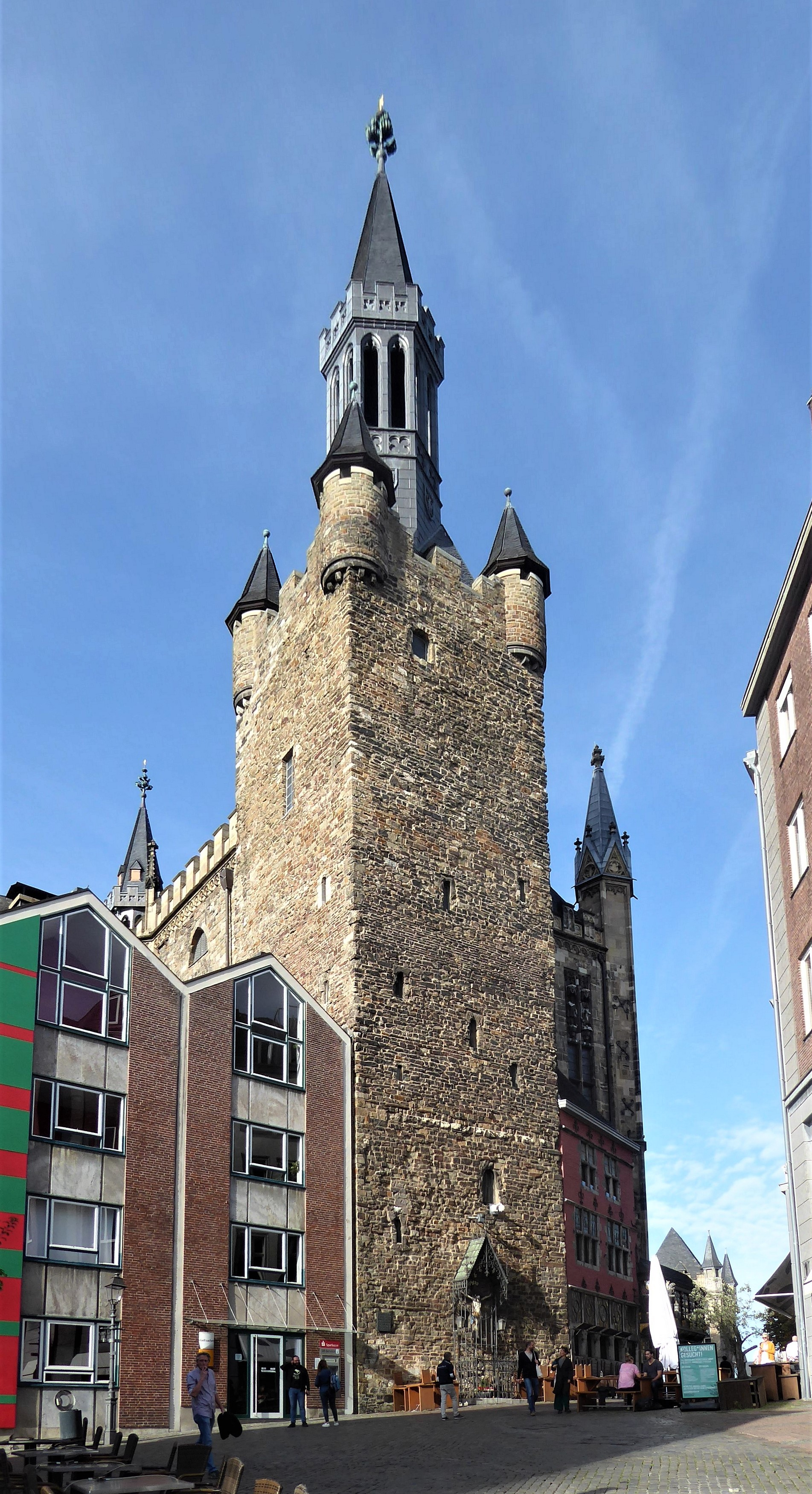
De Granusturm

De Granusturm is een monumentale toren in de binnenstad van de Duitse stad Aken. De toren hoorde oorspronkelijk bij de Akense koningspalts en is onderdeel van het stadhuis van Aken.

## Geschiedenis
De ongeveer 20 meter hoge toren werd vermoedelijk in 788 gebouwd als onderdeel van de Akense koningspalts van Karel de Grote. De zijden van het rechthoekige gebouw meten ongeveer 8,85 meter.
In de 14e eeuw werd de toren met de gedeeltelijk vervallen overblijfselen van de palts overgenomen door de burgers van de stad Aken en bouwde men op de fundamenten van de palts het nieuwe stadhuis van Aken. Bij de bouw werd in 1330 de Granusturm opgenomen in de oostgevel van het nieuwe raadhuis. Daarbij werd de toren verhoogd met een opbouw met 14 meter.
In de 16e eeuw werd het oorkondenarchief van de stad Aken in de Granusturm opgeslagen. Het aktenarchief werd elders opgeslagen. Tijdens een grote stadsbrand in 1656 ging het aktenarchief op enkele stukken na verloren, terwijl alle documenten die in de Granustoren lagen opgeslagen ontsnapten aan het vuur. In 1883 trof een andere grote brand het dak van de toren. Wederom redden de politie en de brandweer delen van de stukken die opgeslagen waren in de toren.
De Granusturm wordt beschouwd als het oudste gebouw in de stad Aken. Het is een van de weinige bewaard gebleven gebouwen uit de Karolingische tijd in Noordrijn-Westfalen.

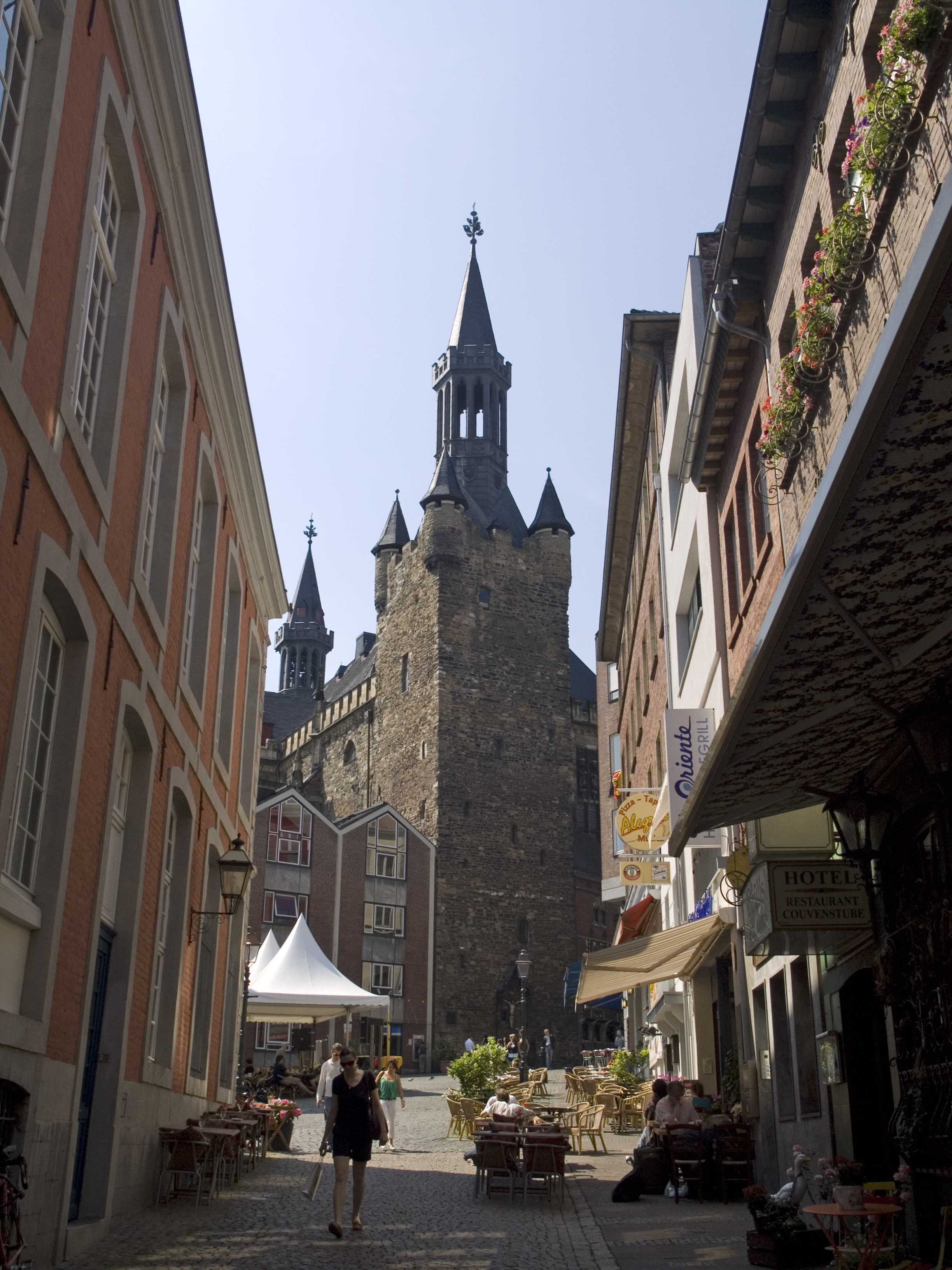
Zicht vanaf Katschhof
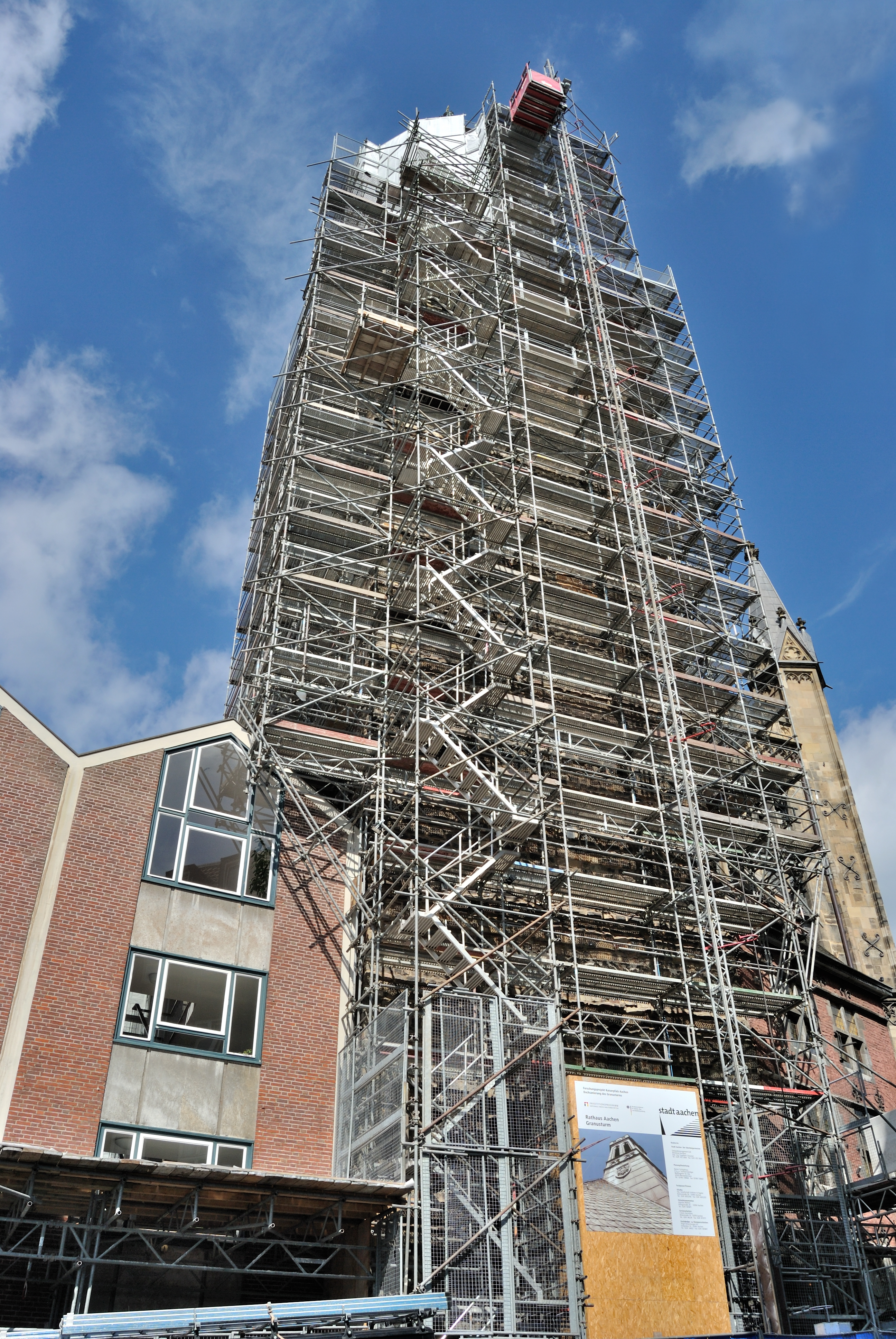
Torenrestauratie (2011)
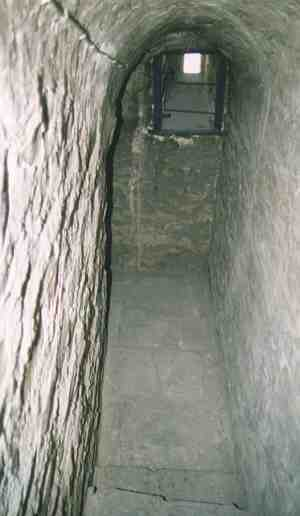
Gang
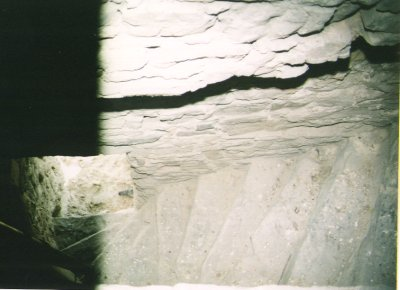
Wijziging trap